# Kanhargaon
Kanhargaon fou un petit estat tributari protegit del tipus zamindari, al districte de Bhandara (actualment districte de Seoni), a les Províncies Centrals (avui Madhya Pradesh). Estava format només per un poble amb una superfície de 5,6 km². A l'entorn de la població hi havia nombrosos arbres, com mangos, tamarius, palmeres de dàtils i altres i un magnífic arbre banya de molta antiguitat que cobria una superfície considerable.